# Czułe struny
Czułe struny – trzynasty album studyjny polskiej wokalistki Natalii Kukulskiej. Wydawnictwo ukazało się 28 sierpnia 2020 roku nakładem wytwórni muzycznej Agora.
Album tworzony do muzyki Fryderyka Chopina. Wybrane dzieła kompozytora i pianisty zostały opracowane w formie utworów symfonicznych wzbogacone o warstwę liryczną, za którą odpowiadała sama Kukulska, a także Mela Koteluk, Bovska, Natalia Grosiak, Kayah i Gaba Kulka. Za nowe aranżacje odpowiadali: Krzysztof Herdzin, Nikola Kołodziejczyk, Paweł Tomaszewski, Jan Smoczyński oraz Adam Sztaba. Pod ich batutą zabrzmiała polska orkiestra symfoniczna Sinfonia Varsovia.
Album dotarł do 4. miejsca polskiej listy przebojów i uzyskał status podwójnie platynowej płyty.
Płytę promowały single: „Czułe struny” wydany 28 maja 2020, „Z wyjątkiem nas” z 27 lipca 2020 oraz „Zezowate szczęście” z 13 listopada 2020.

## Lista utworów
Opracowano na podstawie materiału źródłowego.
| Nr | Tytuł                                       | Aranżacja            | Słowa            | Muzyka          | Czas |
| -- | ------------------------------------------- | -------------------- | ---------------- | --------------- | ---- |
| 1  | „Z wyjątkiem nas (Etiuda E-dur)”            | Krzysztof Herdzin    | Mela Koteluk     | Fryderyk Chopin | 4:52 |
| 2  | „Ktoś całkiem nowy (Etiuda As-dur)”         | Nikola Kołodziejczyk | Gaba Kulka       | Fryderyk Chopin | 4:06 |
| 3  | „Czułe struny (Polonez As-dur)”             | Paweł Tomaszewski    | Natalia Kukulska | Fryderyk Chopin | 4:13 |
| 4  | „Powiem Ci kiedy (2 Walce a-moll)”          | Jan Smoczyński       | Bovska           | Fryderyk Chopin | 4:53 |
| 5  | „Pod powieką (Preludium e-moll)”            | Paweł Tomaszewski    | Kayah            | Fryderyk Chopin | 5:32 |
| 6  | „Tu i teraz (Nokturn Es-dur)”               | Adam Sztaba          | Natalia Grosiak  | Fryderyk Chopin | 4:56 |
| 7  | „Znieczulenie (Preludium c-moll)”           | Jan Smoczyński       | Natalia Kukulska | Fryderyk Chopin | 3:16 |
| 8  | „Przedsionek (Koncert fortepianowy e-moll)” | Nikola Kołodziejczyk | Natalia Kukulska | Fryderyk Chopin | 5:33 |
| 9  | „Oda do serca (Mazurek a-moll)”             | Krzysztof Herdzin    | Natalia Kukulska | Fryderyk Chopin | 4:42 |
| 10 | „Zezowate szczęście (Mazurek F-dur)”        | Adam Sztaba          | Natalia Kukulska | Fryderyk Chopin | 4:09 |

## Twórcy
- Natalia Kukulska – wokal

Autorzy aranżacji i dyrygenci:
- Krzysztof Herdzin (utwory: 1 i 9)
- Nikola Kołodziejczyk (utwory: 2 i 8)
- Paweł Tomaszewski (utwory: 3 i 5)
- Jan Smoczyński (utwory: 4 i 7)
- Adam Sztaba (utwory: 6 i 10)

Muzycy:
- Michał Dąbrówka – perkusja (2, 3, 4, 5, 7, 8, 9, 10)
- Robert Kubiszyn – gitara basowa (2, 3, 5, 8, 9, 10); kontrabas (4, 7)
- Krzysztof Herdzin – fortepian (9)
- Nikola Kołodziejczyk – fortepian (8)
- Janusz Olejniczak – fortepian (4)
- Jan Smoczyński – fortepian (7)
- Piotr Wrombel – fortepian (2, 3, 4, 5, 6, 8, 10)
- Bogusz Wekka – instrumenty perkusyjne (2, 3, 8, 9)
- Michał Pękosz – handpan (2, 8)
- Artur Twarowski – gitara elektryczna (9, 10)
- Zuzanna Malisz – baraban (4)

Realizacja nagrań:
- Leszek Kamiński
- Jarosław Regulski

Orkiestra Sinfonia Varsovia
Dyrektor
- Janusz Marynowski

Producent nagrania orkiestry
- Adriana Skutyńska

I SKRZYPCE
Adam Siebers | Edyta Czyżewska | Magdalena Sokalska | Agnieszka Zdebska | Dominika Haufa | Piotr Guz | Karolina Gutowska | Celina Kotz
II SKRZYPCE
Kamil Staniczek | Zofia Endzelm-Iwańska | Paweł Gadzina | Grzegorz Kozłowski | Krystyna Walkiewicz-Rzeczycka | Bogusław Powichrowski | Agnieszka Guz-Tarnowska
ALTÓWKI
Katarzyna Budnik | Grzegorz Stachurski | Janusz Bieżyński | Jacek Nycz | Małgorzata Szczepańska | Dariusz Kisieliński
WIOLONCZELE
Marcel Markowski | Piotr Mazurek | Katarzyna Drzewiecka | Kamil Mysiński | Aneta Stefańska*
KONTRABASY
Nicholas Franco | Karol Kinal | Michał Kazimierski
FLETY
Andrzej Krzyżanowski | Anna Jasińska | Weronika Skowronek-Starowicz*
OBOJE
Arkadiusz Krupa | Adam Szlęzak
KLARNETY
Radosław Soroka | Aleksander Romański | Karol Sikora
FAGOTY
Szymon Michalik | Wiesław Wołoszynek
WALTORNIE
Henryk Kowalewicz | Roman Sykta | Magdalena Milton | Krzysztof Stencel
TRĄBKI
Jakub Waszczeniuk | Jan Harasimowicz | Andrzej Tomczok | Damian Marat*
PUZONY
Marek Żwirdowski | Tomasz Światczyński | Mariusz Opaliński
TUBA
Krzysztof Mucha
KOTŁY
Piotr Kostrzewa
PERKUSJA
Karol Krasiński | Paweł Pruszkowski* | Phil South* | Zofia Przybył* | Jan Dąbrówka*
HARFA
Zuzanna Elster
CZELESTA
Grzegorz Gorzcyca*
* gościnnie